# Universidad Burdeos I
La Universidad Burdeos I (en francés Université Bordeaux I o Bordeaux I) es una institución de educación superior publica situada en Burdeos, Aquitania, Francia.
Bordeaux I se divide en 10 escuelas y facultades, con un fuerte énfasis en la investigación científica y tecnológica, lo que lo convierte en una de las principales instituciones universitarias de los Francia dedicadas a la docencia e investigación en ciencia, ingeniería y economía.